# Буйнакское дело
Буйна́кское де́ло — скандал, связанный с публикацией в газете «Коммунист» в Буйнакске 9 августа 1960 года статьи, содержащей кровавый навет на евреев — обвинение в использовании крови иноверцев в религиозных ритуалах.
После публикации, воспринятой как официальная политика, обострились межнациональные отношения в Дагестане. Жалобы евреев не привели к принятию серьёзных мер, однако после скандала на Западе власти наказали причастных к публикации и провели специальную кампанию по убеждению западной общественности в отсутствии антисемитизма в СССР.

## Евреи в Дагестане и СССР
Население советского Дагестана составляли в основном мусульмане. Однако среди них издавна жили горские евреи. Они появились в Закавказье и затем на Северном Кавказе в VII веке н. э. и позже. Их численность в 1950-е — 1960-е годы составляла 50—70 тысяч человек. Внешне горские евреи мало отличались от своих соседей-мусульман, многие жили в аулах, занимались виноградарством и скотоводством. Крупнейшие городские общины в Дагестане существовали в Дербенте, Махачкале, Хасавюрте и Буйнакске.
На Кавказе случаи кровавого навета зафиксированы ещё до присоединения этой территории к России, например, в ауле Кусары во время правления Кубинским ханством Фатали-хана (1736—1789). После присоединения к России и особенно во второй половине XIX века количество наветов существенно выросло. Уже после революции осенью 1926 года в нескольких аулах Дагестана распространился слух, будто горские евреи убили мусульманского мальчика в ритуальных целях. Это привело к погромам в Махачкале, Дербенте и других населённых пунктах. Местные власти дискриминировали горских евреев при приёме на работу, установив негласную «процентную норму».
После разоблачения культа личности Сталина и подавления советской армией восстания в Венгрии имидж СССР в глазах мировой общественности оказался существенно подорван. СССР критиковали в том числе и те, кто ранее его поддерживал, включая западных коммунистов. Очередной проблемой для советской внешнеполитической пропаганды стала антирелигиозная кампания 1958—1964 годов. Положение советских евреев стало одним из важнейших маркеров, по которым западная общественность судила о свободе и репрессиях в СССР.

## Публикация
9 августа 1960 года в газете «Коммунист» городского комитета КПСС города Буйнакска было опубликована антирелигиозная статья на кумыкском языке за подписью некоего Даайа Мармудова. По одной версии он был депутатом одного из местных сельсоветов, по другой — простым «беспартийным колхозником». Статья называлась «Аллаха на да ел еркин», что переводится как «Даже без Бога дорога открыта» или «Без Бога дорога также широка». В ней, в частности, содержался такой текст:

Они [евреи] верили, согласно своей религии, что пить мусульманскую кровь раз в году было бы хорошо. Некоторые евреи покупали соответственно от 5 до 10 грамм мусульманской крови, которую они смешивали с водой в большой бочке и продавали как воду, соприкоснувшуюся с кровью мусульманина.

## Реакция евреев
Как писал историк Семён Чарный, статья произвела эффект разорвавшейся бомбы. Напечатанная в центральной городской газете, она была принята населением как официальная политика властей. Положение усугублялось тем, что город Буйнакск был религиозным центром всех мусульман Северного Кавказа. Неудивительно, что результатом публикации статьи стало повсеместное распространение антиеврейских настроений, евреи опасались погромов.
Горские евреи, против которых, собственно, и была направлена статья, немедленно обратились в Буйнакский горисполком и к председателю Духовного управления мусульман Северного Кавказа муфтию Магомеду Курбанову с просьбой опровергнуть столь тяжкие обвинения. Однако адресаты обращения не откликнулись на просьбу, опровержений не последовало, обстановка накалялась, и горские евреи вынуждены были направить делегацию в столицу Дагестанской АССР город Махачкалу к первому секретарю Дагестанского обкома КПСС Абдурахману Даниялову. Семь делегатов, представлявших четыре крупнейших еврейских общины Дербента, Буйнакска, Хасавюрта и Махачкалы, 17 августа 1960 года отправились искать решение проблемы. В Махачкале делегатам было отказано в приёме у Даниялова. На следующий день в газете появилось сообщение, что автора злополучной статьи понизили в должности, направив корреспондентом в сельскую местность. Делегация продолжала требовать приёма у первого секретаря, 29 августа их принял один из его помощников, который пообещал, что будут приняты меры к тем, кто допустил публикацию клеветнической статьи.
Делегаты сочли, что этого недостаточно, но по вопросу дальнейших действий мнения разделились. Трое делегатов, решив, что большего они не добьются, вернулись домой, а четверо, включая Ашиля Шамилова, Илью Алхасова и Нисона Шабаева, 5 сентября отправились искать правду в Москву. В Москве они обратились, среди прочих, к знаменитому поэту Илье Эренбургу. Он утверждал, что пытался им помочь, но безуспешно. Делегаты не попали на приём к Михаилу Суслову и Леониду Ильичёву, занимавшим посты секретарей ЦК по агитации и пропаганде, а также к члену Политбюро Анастасу Микояну и Председателю Совета Национальностей СССР Яну Пейве. Самым высокопоставленным чиновником, который их принял, оказался заместитель председателя Совета по делам религиозных культов В. Рязанов. 3 октября делегаты выехали назад, в Махачкалу.

## Скандал на Западе и реакция Москвы
В это же время буйнакская статья попала на Запад, где она вызвала широкий резонанс и была расценена как яркий пример государственного антисемитизма в СССР. На центральное руководство СССР обрушился шквал возмущенных откликов представителей международной общественности.
Властям пришлось срочно принимать меры для погашения скандала. Первым делом было решено успокоить горских евреев. Для этого автора статьи Мармудова лишили депутатских полномочий. Были уволены главный редактор «Коммуниста» и литературный сотрудник, готовивший заметку Мармудова к печати X. Атаев. Руководство Буйнакского горисполкома отделалось строгим выговором «за отсутствие бдительности и политического контроля» В «Коммунисте» от 6 сентября 1960 года было опубликовано опровержение, в котором статья «Аллахана да ел еркин» была охарактеризована как «грубая политическая ошибка», «дикая и низкая клевета», имеющая цель «возродить ненависть к евреям».
Для успокоения общественного мнения в Западной Европе, США и Израиле Отдел пропаганды и агитации ЦК КПСС вынужден был разработать две комбинации. Согласно одной из них, информацию о государственном антисемитизме в СССР должен был опровергнуть независимый и уважаемый на Западе наблюдатель. На эту роль был выбран член Президентского совета Общества «СССР — Франция» Андре Блюмель. 8 октября 1960 года он встретился в Москве с зампредом Совета по делам религиозных культов Рязановым и сотрудником Европейского отдела указанного Совета Задорожным. Появление статей, подобных статье Мармудова, Рязанов и Задорожный объяснили перехлёстами антирелигиозной пропаганды. Рязанов уверял Блюмеля, что Совет и ЦК КПСС решительно борются с проявлениями антисемитизма в печати, приведя в качестве примера «Буйнакское дело» и наказанных «стрелочников». Доводы Рязанова, так же как и заявление министра культуры СССР Екатерины Фурцевой — «в СССР около 220 миллионов жителей и среди них, естественно, имеется несколько глупцов» — полностью убедили Блюмеля в том, что антисемитизм в СССР является маргинальным явлением и не только не поддерживается властями, но и преследуется ими. Об этом он поведал в письме к президенту Ассоциации бывших граждан Советского Союза в Израиле И. Рабиновичу, активно участвовавшему в кампании по разоблачению государственного антисемитизма в СССР, утверждая, что во Франции было бы намного труднее наказать автора статьи, подобной статье из «Коммуниста».
Вторая комбинация была разработана специально для умиротворения влиятельнейшей еврейской общины в США. В письме Леонида Ильичёва Секретарю ЦК по идеологии Петру Поспелову предлагалось направить в газету New York Herald Tribune, наиболее усердно обсуждавшую положение евреев в СССР, через посредство московского корреспондента газеты «Морган фрайхайт» С. Рабиновича, подготовленное в ЦК письмо, которое должны были подписать известные горские евреи, опровергавшие бы мнение о государственном антисемитизме в СССР — чтобы «дать отпор клеветнической кампании, предпринятой реакционными кругами США». Согласие Поспелова было получено быстро, и 10 декабря 1960 года С. Рабинович отослал в США письмо, адресованное главному редактору New York Herald Tribune, якобы переданное ему группой горских евреев во время его пребывания в Дагестане.
Данное письмо, подписанное колхозницей и депутатом ДАССР Гюльбоор Давыдовой, писателями Хизгилом Авшалумовым и Миши Бахшиевым, машинистом Дербентского депо Хануко Гадмиловым, врачом Буйнакской городской больницы Гиршуном Бабаевым и председателем колхоза Шаботей Абрамовым, главным образом было направлено против опубликованной 4 ноября 1960 года в New York Herald Tribune статьи Джозефа Ньюмена о горских евреях, в которой доказывалось, в том числе на основании статьи из «Коммуниста», что горские евреи находятся в СССР на положении дискриминируемого меньшинства.
Статья Ньюмена характеризовалась как «грубое искажение действительного положения вещей», а сам Ньюмен обвинялся во введении в заблуждение читателей New York Herald Tribune. В противовес статье, жизнь горских евреев была обрисована в мажорных тонах, подтверждением чему должен был служить сам список подписантов. Статья «Аллахана да ел еркин», по мнению авторов письма, была «исключительным случаем… ошибкой безответственных журналистов, сделанной без всякого злого умысла». Авторы заявляли: «… подобного никогда не было и, мы уверены, никогда не будет» и уверяли в том, что виновные в появлении статьи понесли должное наказание. Неудобные факты в письме замалчивались и искажались. Например, не было упомянуто, что опровержение статьи Мармудова и наказание виновных, а фактически — «стрелочников», последовало не 10 августа, как было написано, а лишь 6 сентября, то есть почти месяц спустя, после гневных протестов мировой общественности.

## Последующие события
Буйнакский кровавый навет стал самым известным из аналогичных случаев в СССР. Несмотря на то, что скандал удалось погасить, его отголоски проникли в Среднюю Азию и Закавказье, где начиная с 1961 года произошёл ряд новых кровавых наветов со стороны местного населения: в Маргелане (1961 или 1962), Ташкенте (1962 или 1964), Цхалтубо (1963), Зестафони (1964) и Кутаиси (1965).